# أندرسون كارفاليو
أندرسون كارفاليو (بالبرتغالية: Anderson Carvalho‏) (20 مايو 1990 في كيوباتو في البرازيل – )؛ هو لاعب كرة قدم سابق كان يلعب كلاعب وسط.

## وصلات خارجية
- أندرسون كارفاليو على موقع قاعدة بيانات كرة القدم.إي يو (الإنجليزية)
- أندرسون كارفاليو على موقع Soccerway.com (الإنجليزية)
- أندرسون كارفاليو على موقع عالم كرة القدم.نت (الإنجليزية)
- أندرسون كارفاليو على موقع AS.com (الإسبانية)